# Липкин, Герман Николаевич
Ге́рман Никола́евич Ли́пкин (24 сентября 1924, Камышин, Саратовская губерния — 7 октября 2007, Москва) — Герой Советского Союза (1944), капитан (2000), преподаватель Московского авиационного института.

## Биография
Герман Николаевич Липкин родился 24 сентября 1924 года в семье служащего в городе Камышине Камышинского уезда Саратовской губернии, ныне город областного значения Волгоградской области. Русский. Окончил 10 классов школы № 1 (ныне № 4).
Член ВЛКСМ с 1939 года.
В армии с июня 1942 года. В 1943 году окончил Сталинградское военное танковое училище.
Участник Великой Отечественной войны: в июле 1943 — январе 1944 — командир танка 7-й гвардейской отдельной танковой бригады (Волховский фронт), в январе-июне 1944 — командир танкового взвода 25-го отдельного танкового полка (Волховский и 2-й Украинский фронты). Участвовал в Мгинской, Ленинградско-Новгородской и Уманско-Ботошанской операциях.
Особо отличился во время Ясско-Кишинёвской операции. В апреле 1944 года во время танковой атаки в районе селения Богонос (рум. Bogonos, Iași) (8 км севернее города Яссы, Румыния) один из танков Т-34-85 (нового образца военной техники) прорвался к линии обороны противника, но застрял в яме на краю болота. Экипаж погиб в бою. В ночь на 28 апреля 1944 года Г. Н. Липкин с двумя бойцами пробрался к танку. На рассвете ремонт был выполнен, но для запуска мотора нужны были заряженные аккумуляторы. Фашисты, находившиеся всего в 60 метрах, попытались с помощью тягача вывезти танк в своё расположение, но были отражены сокрушительным огнём с наших позиций. Экипаж танка, вокруг которого рвались снаряды, на несколько дней оказался отрезан от своих. Только через 10 дней к ним добрался разведчик с продовольствием, которому сообщили об аккумуляторах. Ещё через 10 дней их доставили, мотор заработал, но танк не смог вырваться из трясины. Завязался бой. Лишь 23 мая 1944 года два советских танка под прикрытием артиллерийского огня на большой скорости прорвались к осаждённой машине и с помощью тросов вырвали её из опасной зоны. За время обороны огнём танка было уничтожено противотанковое орудие и много живой силы противника.
За мужество и героизм, проявленные в боях, Указом Президиума Верховного Совета СССР от 13 сентября 1944 года лейтенанту Липкину Герману Николаевичу присвоено звание Героя Советского Союза с вручением ордена Ленина и медали «Золотая Звезда».
2 июня 1944 года получил тяжёлые осколочные ранения ног и был отправлен в госпиталь в городе Ленинакан (ныне — город Гюмри, Армения). С августа 1944 года лейтенант Г. Н. Липкин — в запасе.
В 1950 году окончил Московский авиационный институт, был оставлен в нём преподавателем. В 1953—1959 годах работал главным инженером МТС в Калужской области. С 1959 года вновь жил в Москве, работал в МАИ: преподавателем (1959—1977), ведущим инженером (1977—1979), заведующим лабораторией (1979—1991) и старшим лаборантом (1991—2001).
В 2000 году присвоено воинское звание капитан.
Герман Николаевич Липкин умер 7 октября 2007 года. Похоронен на Перепечинском кладбище в Москве.

## Награды
- Герой Советского Союза, 13 сентября 1944 года[2][3][4]
  - Медаль «Золотая Звезда» № 4931
  - орден Ленина № 34110
- Орден Отечественной войны I степени, 6 апреля 1985 года[5]
- медали.

## Память
- Бюст на Аллее Героев городского округа город Камышин, аллея открыта 5 мая 2010 года[6]
- Мемориальная доска, г. Камышин, ул. Камышинская, 63; открыта 24 сентября 2014 года[7]